# Доња Требеуша
Доња Требеуша је насељено место у Босни и Херцеговини, у општини Травник. Административно припада Федерацији Босне и Херцеговине, односно њеном Средњобосанском кантону. Према попису становништва из 2013. у насељу је било 92 становника, а већинску популацију пре рата чинили су Срби.

## Становништво
По последњем службеном попису становништва из 2013. године у овом насељу живело је 92 становника, а село је пре рата било етнички хомогено са већинском српском популацијом.
| Националност | 2013. | 1991.        | 1981.        | 1971.        |
| Бошњаци      | —     | 0            | 3 (0,92%)    | 0            |
| Хрвати       | —     | 4 (1,53%)    | 0            | 1 (0,28%)    |
| Срби         | —     | 253 (96,93%) | 319 (98,15%) | 358 (99,72%) |
| Југословени  | —     | 0            | 2 (0,61%)    | 0            |
| остали       | —     | 4 (1,53%)    | 1 (0,31%)    | 0            |
| Укупно       | 92    | 261          | 325          | 359          |